# Ocotea hemsleyana
Ocotea hemsleyana är en lagerväxtart som beskrevs av Carl Christian Mez. Ocotea hemsleyana ingår i släktet Ocotea och familjen lagerväxter. Inga underarter finns listade i Catalogue of Life.